# WR 114
WR 114 eller HD 169010, är en ensam stjärna i södra delen av stjärnbilden Skölden. Den har en skenbar magnitud av ca 12,0 och kräver ett kraftfullt teleskop för att kunna observeras. Baserat på parallax enligt Gaia Data Release 2 på ca 0,45 mas, beräknas den ligga på ett avstånd av ca 7 200 ljusår (ca 2 200 parsec) från solen. Den rör sig bort från solen med en heliocentrisk radialhastighet av ca 29 km/s. Stjärnan är en Wolf–Rayet-stjärna av en tidig typ av kolserien (WCE) klassad som WC5.

## Observation
WR 114 är listad i katalogen över galaktiska Wolf–Rayet-stjärnor som en möjlig dubbelstjärna med en OB-följeslagare, men nyare studier (2002) har inte bekräftat detta och den anses nu vara en enda WC5-stjärna. Ingen röntgenstrålning har upptäckts från WR 114, vilket skulle förväntas av en närliggande varm följeslagare.

## Egenskaper
WR 114 är en blå stjärna av spektralklass WC5. Den har en massa av ca 13 solmassor, en radie av ca 2,7 solradier och utsänder energi från dess fotosfär motsvarande ca 245 000 gånger solen vid en effektiv temperatur av ca 79 000 K. På grund av den extrema temperaturen är det mesta av energin avgiven som ultraviolett strålning.
En Wolf–Rayet-stjärna består av en tät "kärna", med dess yta definierad som ljudpunkten, och en omgivande optiskt tät stjärnvind. Den observerade strålningen från stjärnan genereras helt och hållet i olika lager i vinden. Egenskaperna hos en Wolf–Rayet-stjärna rapporteras vanligtvis vid en "inre gräns" för vinden, godtyckligt inställd på ett optiskt djup av 20.
Stjärnvinden från WR 114 drivs av den höga temperaturen och ljusstyrkan till en hastighet av 2 000 km/s. Stjärnan beräknas ha en nuvarande massa på 13 solmassor och förlora denna massa med 3x10-6 solmassa per år.